# (3966) Cherednichenko
(3966) Cherednichenko (1976 SD3) – planetoida z grupy pasa głównego asteroid okrążająca Słońce w ciągu 5,82 lat w średniej odległości 3,23 j.a. Odkryta 24 września 1976 roku.